# Паквиер (Долина Аосте)
Паквиер је насеље у Италији у округу Долина Аосте, региону Долина Аосте.
Према процени из 2011. у насељу је живело 995 становника. Насеље се налази на надморској висини од 1593 м.